# Ajoarriero

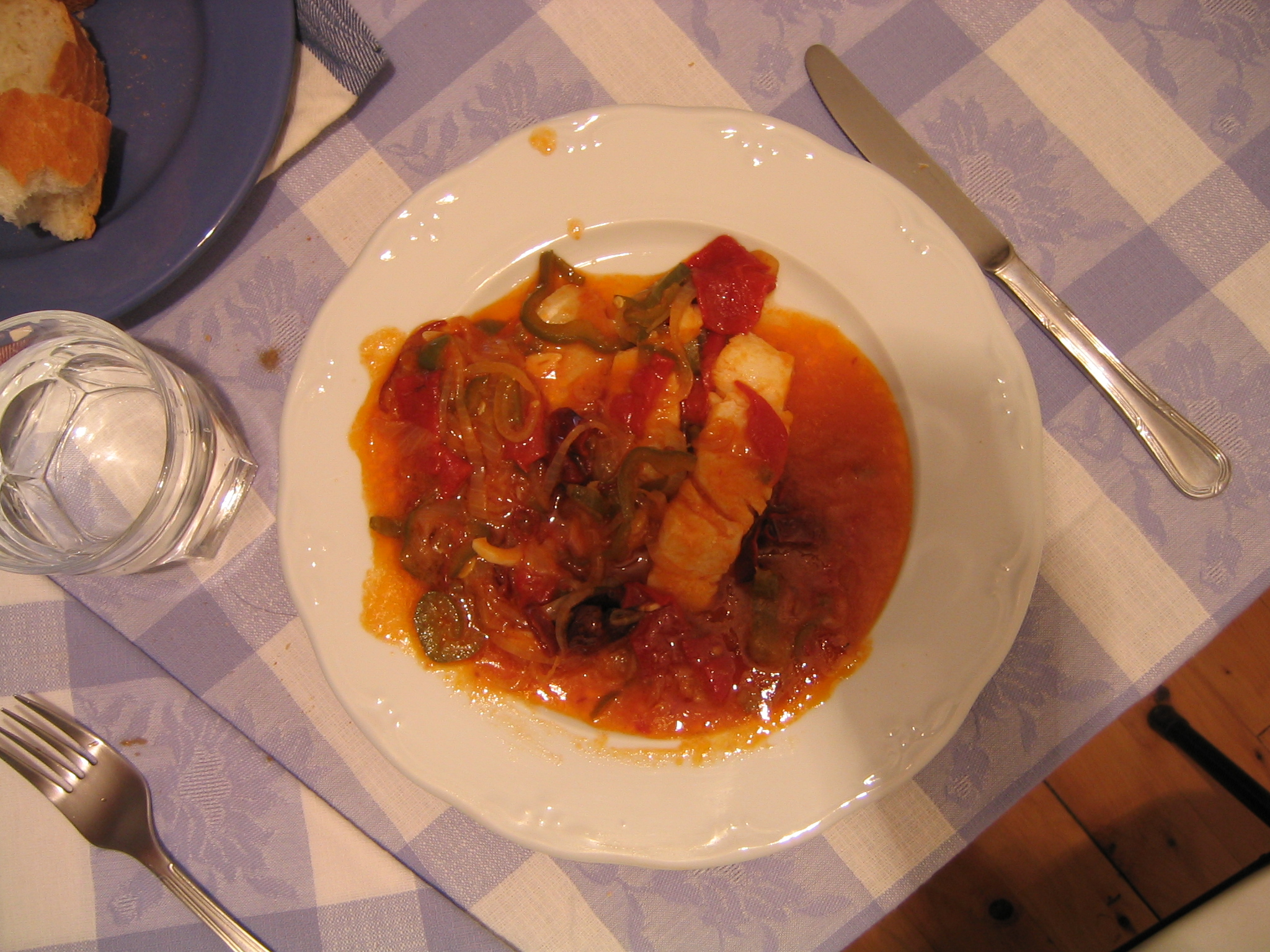
Prato de bacalhau ajoarriero.

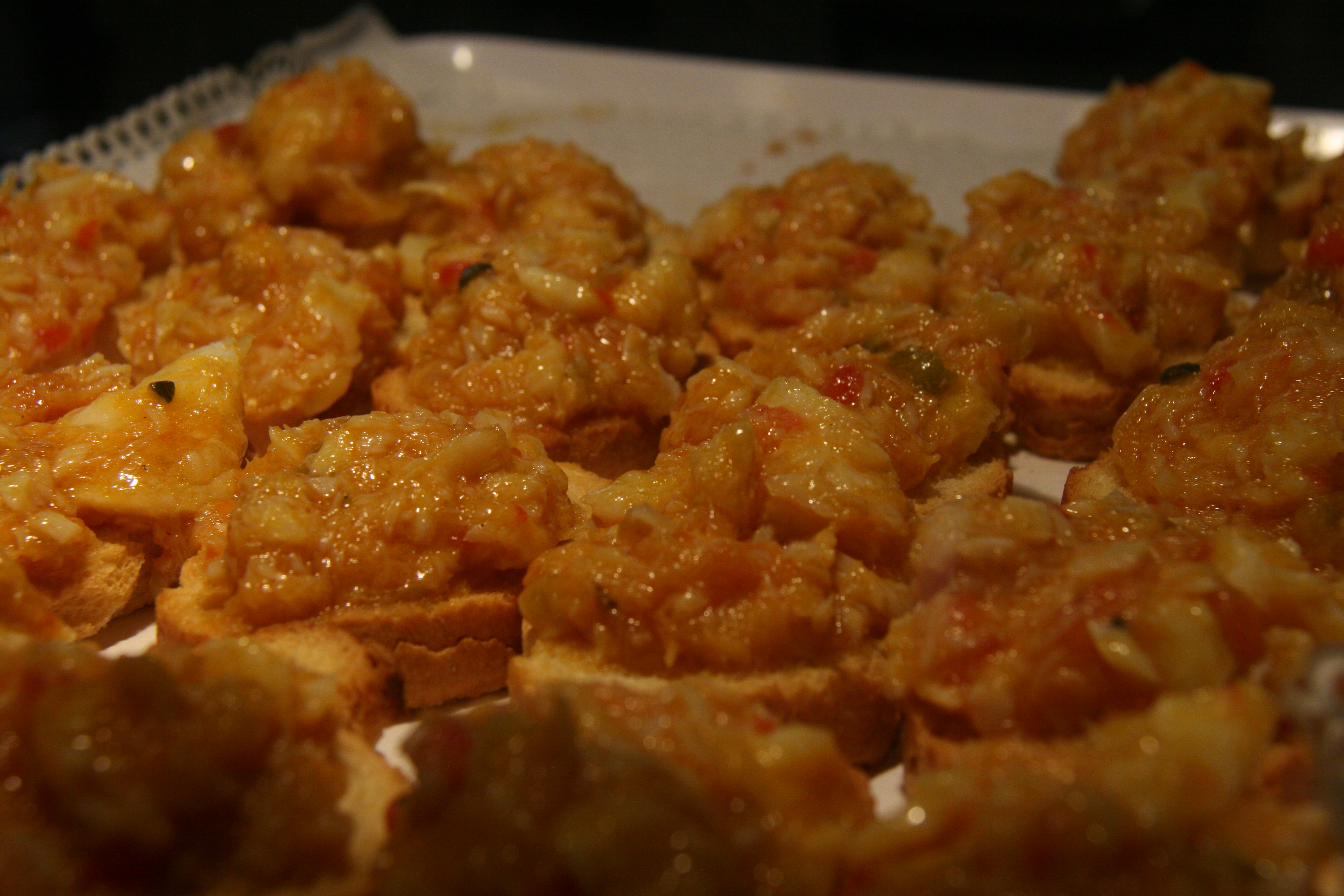
Ajoarriero em torradas.

Ajoarriero é uma preparação típica do norte da Espanha, mas consumida em todo o país devido ao sabor requintado. Ela é feita à base de batata, alho, ovo e azeite. É também adicionado nesta preparação outros alimentos, especialmente peixes.Um dos pratos mais conhecidos e tradicionais da cozinha espanhola que se utiliza desta preparação é o bacalhau ajoarriero.

## Características
Esta preparação era inicialmente servida em casas de comidas e pousadas, muitos anos depois passou a ser oferecida em restaurantes prestigiados. Na receita básica, todos os ingredientes são misturados e triturados num almofariz: alho, purê de batatas, pimentão (em algumas comunidades), azeite (ou qualquer outro óleo vegetal). É adicionado suco de limão para dar-lhe um sabor levemente azedo. Por ser uma preparação itinerante há muitas variações regionais e dependendo do sabor e da disponibilidade os cozinheiros adicionam outros ingredientes extras.